# ثارغوميندا
ثارغوميندا هي بلدة، في أستراليا، تقع في كوينزلاند، بلغ عدد سكانها 270  نسمة وذلك حسب إحصائيات سنة 2016، رمزها البريدي هو 4482.

## المناخ
يظهر الجدول التالي التغييرات المناخية على مدار السنة لثارغوميندا:
| البيانات المناخية لـثارغوميندا    | البيانات المناخية لـثارغوميندا | البيانات المناخية لـثارغوميندا | البيانات المناخية لـثارغوميندا | البيانات المناخية لـثارغوميندا | البيانات المناخية لـثارغوميندا | البيانات المناخية لـثارغوميندا | البيانات المناخية لـثارغوميندا | البيانات المناخية لـثارغوميندا | البيانات المناخية لـثارغوميندا | البيانات المناخية لـثارغوميندا | البيانات المناخية لـثارغوميندا | البيانات المناخية لـثارغوميندا | البيانات المناخية لـثارغوميندا |
| الشهر                             | يناير                          | فبراير                         | مارس                           | أبريل                          | مايو                           | يونيو                          | يوليو                          | أغسطس                          | سبتمبر                         | أكتوبر                         | نوفمبر                         | ديسمبر                         | المعدل السنوي                  |
| --------------------------------- | ------------------------------ | ------------------------------ | ------------------------------ | ------------------------------ | ------------------------------ | ------------------------------ | ------------------------------ | ------------------------------ | ------------------------------ | ------------------------------ | ------------------------------ | ------------------------------ | ------------------------------ |
| الدرجة القصوى °م (°ف)             | 48.8 (119.8)                   | 46.0 (114.8)                   | 43.8 (110.8)                   | 38.9 (102.0)                   | 32.2 (90.0)                    | 30.4 (86.7)                    | 28.5 (83.3)                    | 36.3 (97.3)                    | 39.2 (102.6)                   | 41.2 (106.2)                   | 45.4 (113.7)                   | 45.0 (113.0)                   | 48.8 (119.8)                   |
| متوسط درجة الحرارة الكبرى °م (°ف) | 38.5 (101.3)                   | 36.0 (96.8)                    | 33.5 (92.3)                    | 29.5 (85.1)                    | 23.8 (74.8)                    | 20.0 (68.0)                    | 20.1 (68.2)                    | 22.9 (73.2)                    | 27.8 (82.0)                    | 31.1 (88.0)                    | 33.8 (92.8)                    | 36.4 (97.5)                    | 29.5 (85.1)                    |
| متوسط درجة الحرارة الصغرى °م (°ف) | 25.5 (77.9)                    | 24.0 (75.2)                    | 21.2 (70.2)                    | 16.6 (61.9)                    | 10.6 (51.1)                    | 7.5 (45.5)                     | 6.7 (44.1)                     | 8.3 (46.9)                     | 12.8 (55.0)                    | 16.6 (61.9)                    | 20.6 (69.1)                    | 23.0 (73.4)                    | 16.1 (61.0)                    |
| أدنى درجة حرارة °م (°ف)           | 17.2 (63.0)                    | 12.3 (54.1)                    | 9.4 (48.9)                     | 6.5 (43.7)                     | 1.0 (33.8)                     | −0.8 (30.6)                    | −0.9 (30.4)                    | 0.1 (32.2)                     | 4.7 (40.5)                     | 6.2 (43.2)                     | 9.7 (49.5)                     | 13.7 (56.7)                    | −0.9 (30.4)                    |
| الهطول مم (إنش)                   | 39.1 (1.54)                    | 47.9 (1.89)                    | 45.5 (1.79)                    | 17.5 (0.69)                    | 14.4 (0.57)                    | 16.7 (0.66)                    | 13.6 (0.54)                    | 8.0 (0.31)                     | 9.8 (0.39)                     | 14.1 (0.56)                    | 40.7 (1.60)                    | 30.3 (1.19)                    | 300.4 (11.83)                  |
| متوسط أيام هطول الأمطار           | 3.6                            | 4.5                            | 4.4                            | 1.4                            | 2.8                            | 3.9                            | 3.5                            | 2.0                            | 2.6                            | 3.4                            | 5.5                            | 4.4                            | 42.0                           |
| المصدر:                           |                                |                                |                                |                                |                                |                                |                                |                                |                                |                                |                                |                                |                                |